# Reino da Sicília
O Reino da Sicília (em italiano: Regno di Sicilia; em latim: Regnum Siciliae) foi um Estado que existiu de 1130 a 1816, ocupando o território da atual região italiana da Sicília e alguns territórios do sul da península Itálica. Seu território abrangia toda a ilha da Sicília, o sul da Itália, até 1282 (quando perdeu a região para o Reino de Nápoles) e, até 1798, as ilhas de Malta e Gozo.
Por várias vezes, as terras da península foram governadas separadamente da ilha da Sicília. Frequentemente o reino foi governo por outros monarcas, tais como os reis de Aragão ou da Espanha. Desde a morte de seu fundador, Rogério II da Sicília, em 1154, as fronteiras ficaram praticamente as mesmas por 700 anos.
Era, algumas vezes, chamado de Reino da Apúlia e Sicília (regnum Apuliae et Siciliae) até 1282 quando a parte continental foi separada da ilha e passou a ser conhecida como Reino de Nápoles. Depois de 1302 era, às vezes, chamado de "Reino de Trinacria". Em várias ocasiões, a coroa foi usada por outros monarcas como o rei de Aragão, o rei da Espanha e por um breve período de tempo, pelos Saboia. Em 1816 o Reino da Sicília e o Reino de Nápoles foram unidos no Reino das Duas Sicílias.

## Origem
Na primeira metade do século XI, a Sicília era parte do Império Bizantino. A situação começou a mudar com a chegada dos normandos à Itália Meridional.

## O Reino normando da Sicília
Na sequência das invasões normandas, Roberto Guiscardo conquistou a cidade de Régio da Calábria, onde confirmou o seu título de duque de Calábria. Os Altavilas assim puderam rapidamente dedicar-se à Sicília.
Rogério Bosso de Altavila, irmão de Roberto, no comando de um grupo de cavaleiros, em 1061, desembarcou em Messina e invadiu a ilha (então sob domínio árabe), conseguindo em 1072 chegar a Palermo, que foi escolhida capital. Enquanto Boemundo I de Antioquia, filho da primeira esposa de Roberto, se tornava no fim de 1088 soberano incontestável do Principado de Taranto, Rogério I junto ao filho Rogério II, consolidavam seu domínio sobre a Sicília.
Com a morte de Guilherme II, em 1127, o Ducado da Apúlia e o Condado de Sicília foram unidos sob o governo de Rogério II da Sicília. Rogério tinha o apoio do antipapa Anacleto II, que o coroou "rei da Sicília" de "duque da Apúlia e da Calábria", na catedral de Palermo, no Natal de 1130.
Rogério passou a maior parte da década que iniciou-se com sua coroação e terminou com o grande Assise de Ariano combatendo um invasor após o outro e sufocando rebeliões de seus vassalos Grimoaldo de Bari, Roberto II de Cápua, Ranulfo de Alife, Sérgio II de Nápoles e outros. Em 1139, o tratado de Mignano garantiu a Rogério o reconhecimento de seu reinado pelo papa legítimo. Foi por meio de seu almirante Jorge de Antioquia que Rogério então conquistou Mádia na África (Ifríquia em árabe), tomando o título não oficial de "Rei da África". Ao mesmo tempo, a poderosa esquadra de Rogério atacou o Império Bizantino e fez da Sicília o poder marítimo dominante no Mediterrâneo por quase um século.
O filho e sucessor de Rogério, Guilherme, o Mau, tem seu apelido devido à sua pouca popularidade com os cronistas, que apoiavam as revoltas dos barões inimigos de Guilherme. Seu reinado terminou em paz, mas seu filho Guilherme II da Sicília era menor de idade. Até ao período final de regência, em 1172, o reino esteve em rebeliões que quase derrubaram a família real., embora o reinado do segundo Guilherme seja lembrado como quase duas décadas de contínua paz e prosperidade. Por isso, mais que qualquer outra coisa, ele é apelidado de "o Bom". porém, sua morte sem herdeiros em 1189 iniciou um período de caos.
Tancredo de Lecce tomou o trono, mas teve que enfrentar a revolta de seus primos distantes Rogério de Andria e a invasão de Henrique VI, Sacro Imperador Romano-Germânico, em nome de sua mulher Constança da Sicília, filha de Rogério II. Constância e Henrique acabaram vencendo e, em 1194, o reino caiu sob domínio da dinastia Hohenstaufen. Através de Constância, porém, o sangue dos Altavila foi passado a Frederico II, Sacro Imperador Romano-Germânico.

## Reino dos Hohenstaufen (1185-1266)
A dominação pela dinastia suábia dos Hohenstaufen na Sicília teve início com um matrimônio de Estado entre Henrique VI, filho do imperador Frederico Barbarossa, e Constança de Altavila, filha de Rogério II da Sicília. Em 1185, abriu-se assim a estrada para a conquista suábia. Em 1194, com a morte de Guilherme III, a ilha foi conquistada pelo soberano germânico, passando a integrar o Sacro Império. Tinha assim início a dinastia suábia na Sicília que com Frederico II, filho de Constança, atingiu seu máximo esplendor.
Frederico II, uma criança que se tornaria também Sacro Imperador Romano-Germânico
em 1197, afetou profundamente o futuro imediato da Sicília. Em um país tão acostumado a uma forte autoridade central, a pouca idade do rei causou um sério vácuo de poder. Seu tio, Filipe da Suábia, tratou de assegurar a herança de Frederico, indicando Marcvardo de Anweiler, marquês de Ancona, como regente em 1198. Enquanto isso, o papa Inocêncio III reafirmou a autoridade papal sobre a Sicília, mas reconheceu os direitos de Frederico. O papa viu a autoridade da Igreja Católica decrescer na década seguinte e ficou inseguro sobre o lado a apoiar em muitas disputas.
O poder dos Hohenstaufen, porém, não estava assegurado. Valter III de Briene havia se casado com a filha de Tancredo e foi ao Sul em 1201 reivindicar o reino. Em 1202, um exército liderado pelo chanceler Walter de Palearia e Dipoldo de Vohburgo foi derrotado por Walter de Briene. Marcvardo foi morto e caiu sob controle de Guilherme Capparone, um aliado dos pisanos. Dipoldo continuou a luta contra Walter no continente até a morte do reclamante em 1205. Dipoldo finalmente resgatou Frederico de Capparone em 1206 e o colocou sob a tutela do chanceler Walter of Palearia. Depois de uma década, as guerras sobre o trono e a regência cessaram.

## O reinado Angevino e Aragonês

Brasão dos reis aragoneses da Sicília.

O conflito entre os Hohenstaufen e o papado levou à conquista da Sicília, em 1266, por Carlos I, da Casa de Anjou, começando o domínio angevino. Em 1282, a oposição aos domínios e taxas francesas da Casa de Anjou provocou as Vésperas Sicilianas. A ilha da Sicília se proclamou independente e elegeu como rei Pedro III, o Grande, rei de Aragão. A resultante guerra das Vésperas Sicilianas durou até a Paz de Caltabellota em 1302. A paz dividiu o Reino da Sicília em duas partes, mas ambas conservaram o nome de Reino da Sicília. A ilha da Sicília, chamada de Reino da Sicília além do Farol ou Reino de Trinacria foi dada a Frederico III da Sicília. A Itália meridional, que conservou o nome de Reino da Sicília, mas é chamado pelos historiadores atuais de Reino de Nápoles continuou sob o controle da dinastia francesa com Carlos II. Portanto, a paz foi o reconhecimento formal de um difícil status quo.
Seguiram-se então mais de cinco séculos de governo dos príncipes aragoneses e reis espanhóis.
A Sicília foi governada como um reino independente por parentes dos reis de Aragão até 1409 e portanto como parte da coroa de Aragão. O Reino de Nápoles foi governado pelos angevinos até que as duas coroas foram forçosamente reunidas, sob o nome de Reino das Duas Sicílias, por Afonso V de Aragão, cujo sítio de Nápoles terminou com êxito em 26 de fevereiro de 1443. Porém em 1458, após o governo de Afonso o reino foi novamente dividido. Ele passou Nápoles a seu filho Fernando I de Nápoles, que reinou de 1458 a 1494, e Aragão e Sicília para o irmão de Afonso, João II de Aragão. De 1494 a 1503 os sucessivos reis de França Carlos VIII e Luís XII, que eram herdeiros dos angevinos, tentaram conquistar Nápoles mas falharam, e o reinou foi unido a Aragão.
Quando em 1492 os Reis Católicos, Fernando II (rei da Sicília desde 1468) e Isabel, ordenaram a expulsão ou a conversão dos judeus na Espanha, e a Sicília teve de fazer o mesmo. Fernando II, o Católico recuperou em 1504 o Reino de Nápoles sob os auspícios da coroa espanhola.
Os títulos foram usados pelos reis de Aragão até 1516, seguidos pelos reis de Espanha até 1707. Os Sacro Imperadores Romanos usaram o título de 1707 até 1735, e então Nápoles foi atacada pelo duque Calos de Parma, que tornou-se Carlos III de Nápoles e Sicília. Seus descendentes reinaram até a unificação da Itália, em 1861. De 1816 a 1861, os reinos foram unificados como Reino das Duas Sicílias.
Com o Tratado de Utrecht (1713), a Sicília separou-se novamente de Nápoles.

## A casa de Savoia, os Habsburgos e os Bourbons
Tendo pertencido à Casa de Savoia (1714), passou ao controle dos Habsburgos (1720) e, em seguida, foi novamente incorporada ao Reino das Duas Sicílias, já então governado pelos Bourbons (1738). Em 1799, o exército revolucionário francês derrotou Fernando I das Duas Sicílias, e conquistou o Reino de Nápoles. Sete anos depois, em 1806, Napoleão Bonaparte impôs seu irmão José Bonaparte (José I) no trono napolitano, no qual permaneceu por um breve período.
Frequentemente conturbada por agitações, a Sicília foi palco, em 1820, de um levante militar, dirigido pelos carbonários.

## Fim do Reino da Sicília e união ao Reino de Itália
Em 1816, as coroas do Reino da Sicília e do Reino de Nápoles foram unidas e passaram a ser referidas como Reino das Duas Sicílias, sob os Bourbons.
Em 1861, durante a unificação italiana, após ser ocupada pelas tropas do nacionalista italiano Giuseppe Garibaldi, a Sicília reconheceu Vítor Emanuel II como rei e incorporou-se ao novo Reino de Itália. Francisco II das Duas Sicílias foi o último monarca da Sicília.
Após a Segunda Guerra Mundial, e mediante a constituição de 1948, a Sicília recebeu um estatuto de autonomia, convertendo-se numa região autônoma da Itália, com amplos poderes de autogoverno.

## Bandeiras históricas

Reino da Sicília até 1738
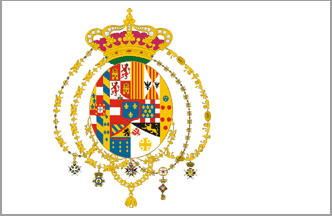
1738–1806; 1815–1816 Reino das Duas Sicílias.